# 고노에 아쓰마로

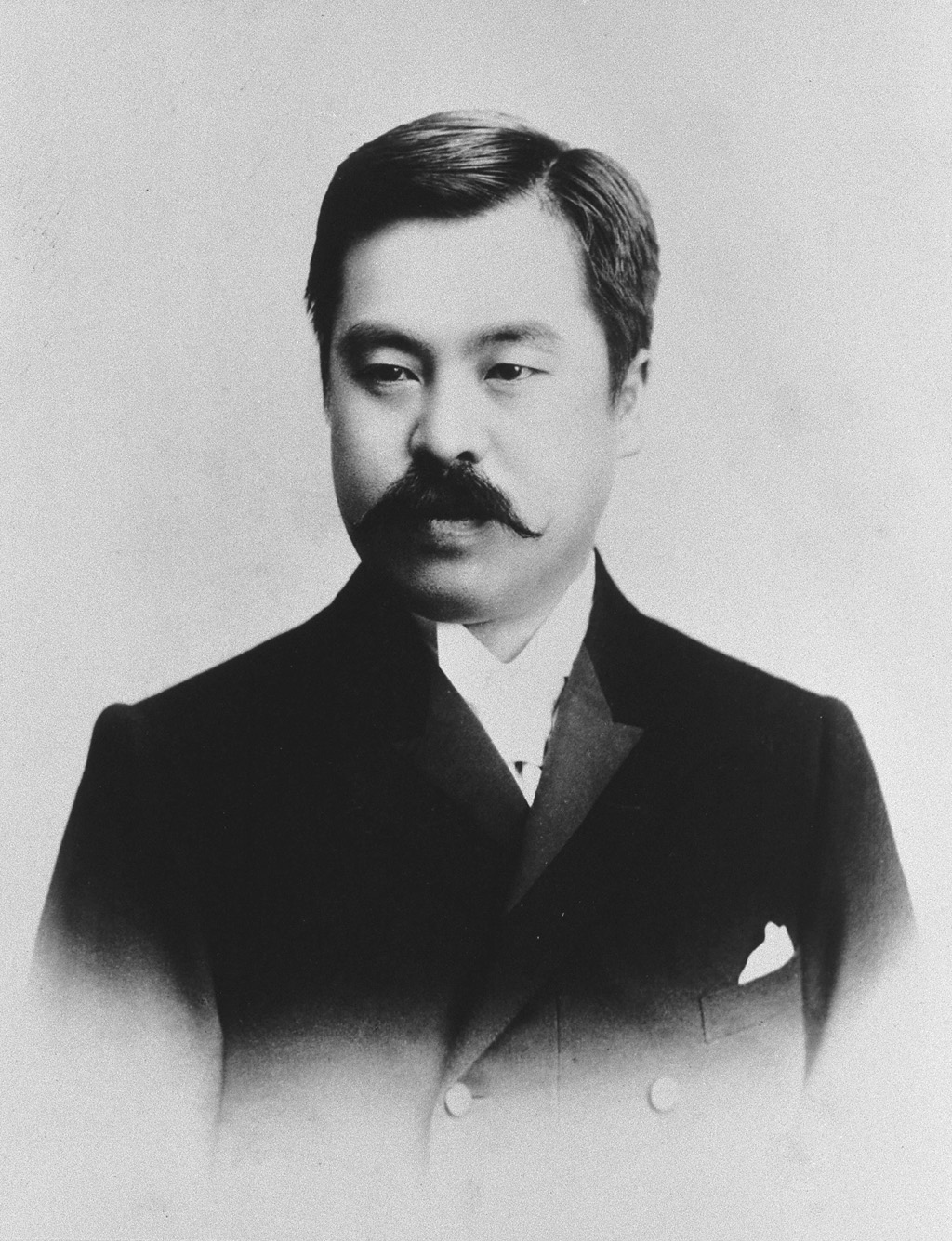
고노에 아쓰마로

고노에 아쓰마로(일본어: 近衛 篤麿, 분큐 3년 음력 6월 26일(1863년 8월 10일) ~ 1904년(메이지 37년) 1월 1일)는 메이지 시대 후기의 화족, 정치인이다. 호는 가잔(霞山). 작위는 공작.
일본의 명문가인 오섭가(본성은 후지와라)의 필두 가문, 고노에 가의 당주로서 제3대 귀족원의장, 제7대 가쿠슈인원장, 초대 제국교육회장을 역임하였다.
| 전임 고노에 다다후사 | 제29대 고노에 가 당주 | 후임 고노에 후미마로 |

| 전임 하치스카 모치아키 | 제3대 일본제국 귀족원 의장 1896년 ~ 1903년 | 후임 도쿠가와 이에사토 |